# 斑厣微蛛
斑厣微蛛（学名：Erigone maculivulva）为皿蛛科微蛛属的动物。在中国大陆，分布于上海等地。